# كورنيليا جين ماثيوز جوردن
كورنيليا جين ماثيوز جوردن (بالإنجليزية: Cornelia Jane Matthews Jordan)‏ (1830، لينشبرغ في الولايات المتحدة - 1898)؛ شاعرة غنائية، كاتِبة وشاعرة أمريكية.